# On the Threshold of a Dream
On the Threshold of a Dream är ett musikalbum av The Moody Blues. Albumet spelades in i januari 1969, och släpptes i april samma år på skivbolaget Deram Records. Detta album är ett konceptalbum och behandlar framförallt drömmar. Albumet var gruppens första album att toppa den brittiska albumlistan, och i USA sålde albumet också bra med placering #20 på Billboard 200. "Never Comes the Day" släpptes som singel, men den floppade, tvärt emot vad albumet gjorde.

## Låtlista
1. "In the Beginning" - 2:08
2. "Lovely to See You" - 2:34
3. "Dear Diary" - 3:56
4. "Send Me No Wine" - 2:21
5. "To Share Our Love" - 2:53
6. "So Deep Within You" - 3:10
7. "Never Comes the Day" - 4:43
8. "Lazy Day" - 2:43
9. "Are You Sitting Comfortably?" - 3:30
10. "The Dream" - 0:57
11. "Have You Heard" - 1:28
12. "The Voyage" - 4:10
13. "Have You Heard" - 2:26